# Communion (film)
Communion är en film från 1989 i regi av Philippe Mora. Filmen är en science fiction/dramathriller om en familj som under en semester upplever något utomjordiskt.

## Rollista
| Christopher Walken   | – Whitley Strieber |
| Lindsay Crouse       | – Anne Strieber    |
| Frances Sternhagen   | – Dr. Janet Duffy  |
| Andreas Katsulas     | – Alex             |
| Terri Hanauer        | – Sarah            |
| Joel Carlson         | – Andrew Strieber  |
| John Dennis Johnston | – Fireman          |
| Dee Dee Rescher      | – Mrs. Greenberg   |